# Sperrgebiet

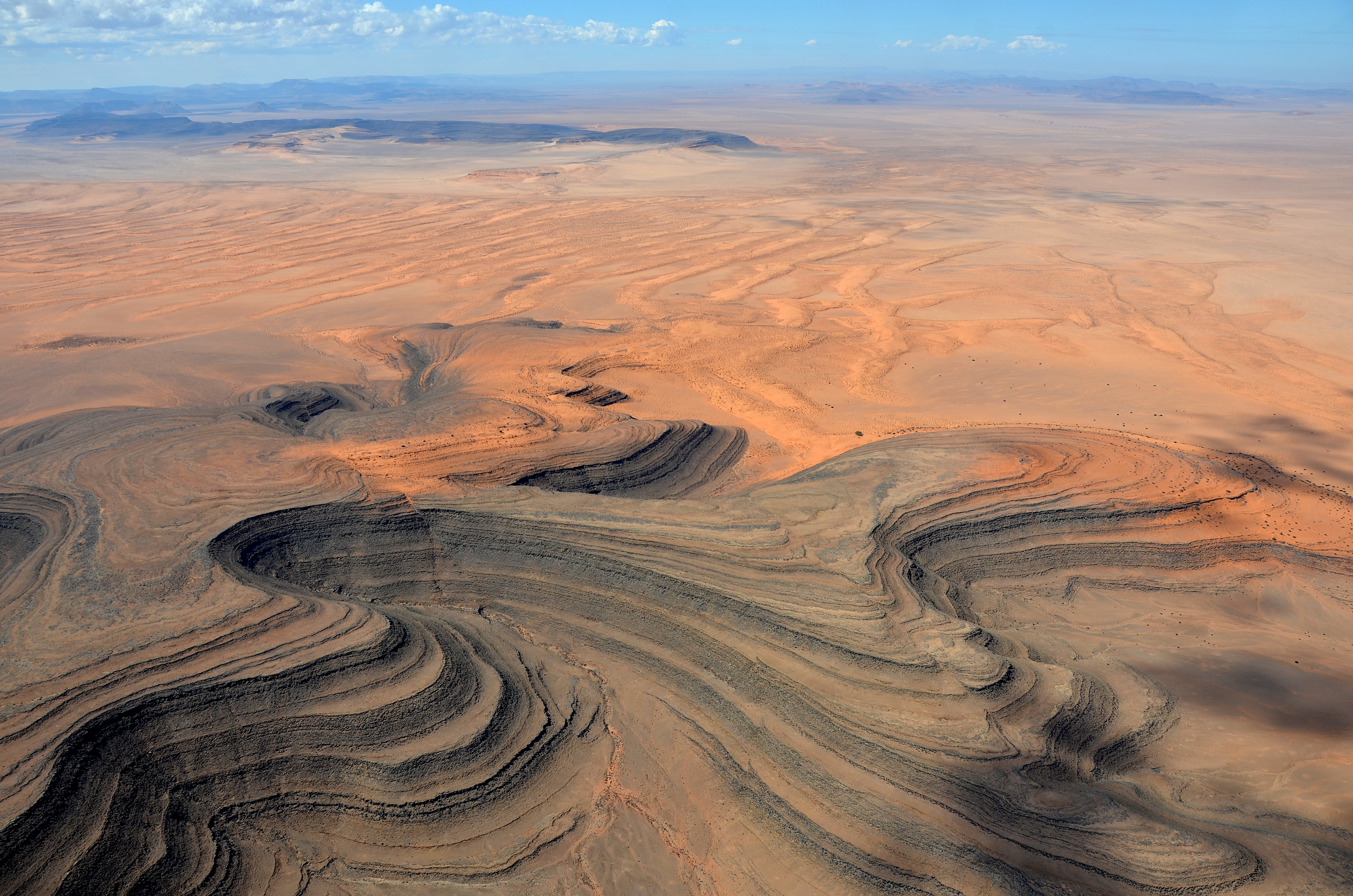
Visão aérea de Sperrgebiet(2017)

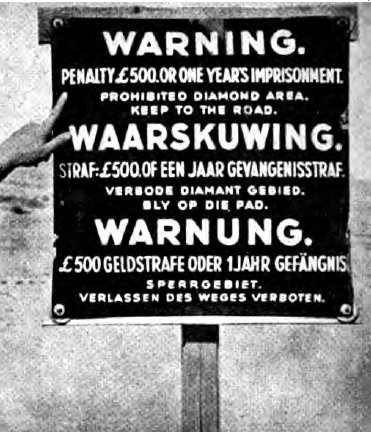
Placa de aviso em Sperrgebiet - advertindo que a entrada na região poderia render multa de 500 libras sul-africanas ou um ano de prisão (década de 1940)

Sperrgebiet (em alemão: "área proibida") (também conhecido como Diamond Area 1, Área de diamantes 1) é uma área de mineração de diamantes no sudoeste da Namíbia, no Deserto do Namibe. Cobre a costa ao longo do Oceano Atlântico que vai de Oranjemund na fronteira com a África do Sul, a até 45 km ao norte de Lüderitz, numa distância  de 320 km ao norte. No sentido interior, Sperrgebiet estende-se a até 100 km da costa, com uma área total de 26 000 km², abrangendo uma área de aproximadamente 3% do território do país. Entretanto, a mineração só ocorre em 5% da área total do Sperrgebiet, com a maior parte da área funcionando como área de segurança. O público em geral permanece proibido de entrar na maior parte da área, apesar da criação de um parque nacional em 2004.

## História
Em setembro de 1908, o governo alemão, que então administrava a atual Namíbia sob o nome de África do Sudoeste criou o Sperrgebiet, dando direitos exclusivos de mineração ao Deutsche Diamantengesellschaft ("Companhia de Diamantes Alemã"). Em 1915, durante a I Guerra Mundial, forças sul-africanas, comandadas pelo general Jan Smuts e pelo primeiro-ministro Louis Botha, invadiram o país. Os sul-africanos derrotaram os alemães, assumindo o controle da atual Namíbia, incluindo a região de Sperrgebiet. A empresa proprietária da mina, De Beers, teve controle total da área até a década de 1990 quando o governo namibiano adquiriu uma participação de 50%, formando uma joint venture denominada Namdeb Diamond Corporation.

## Natureza

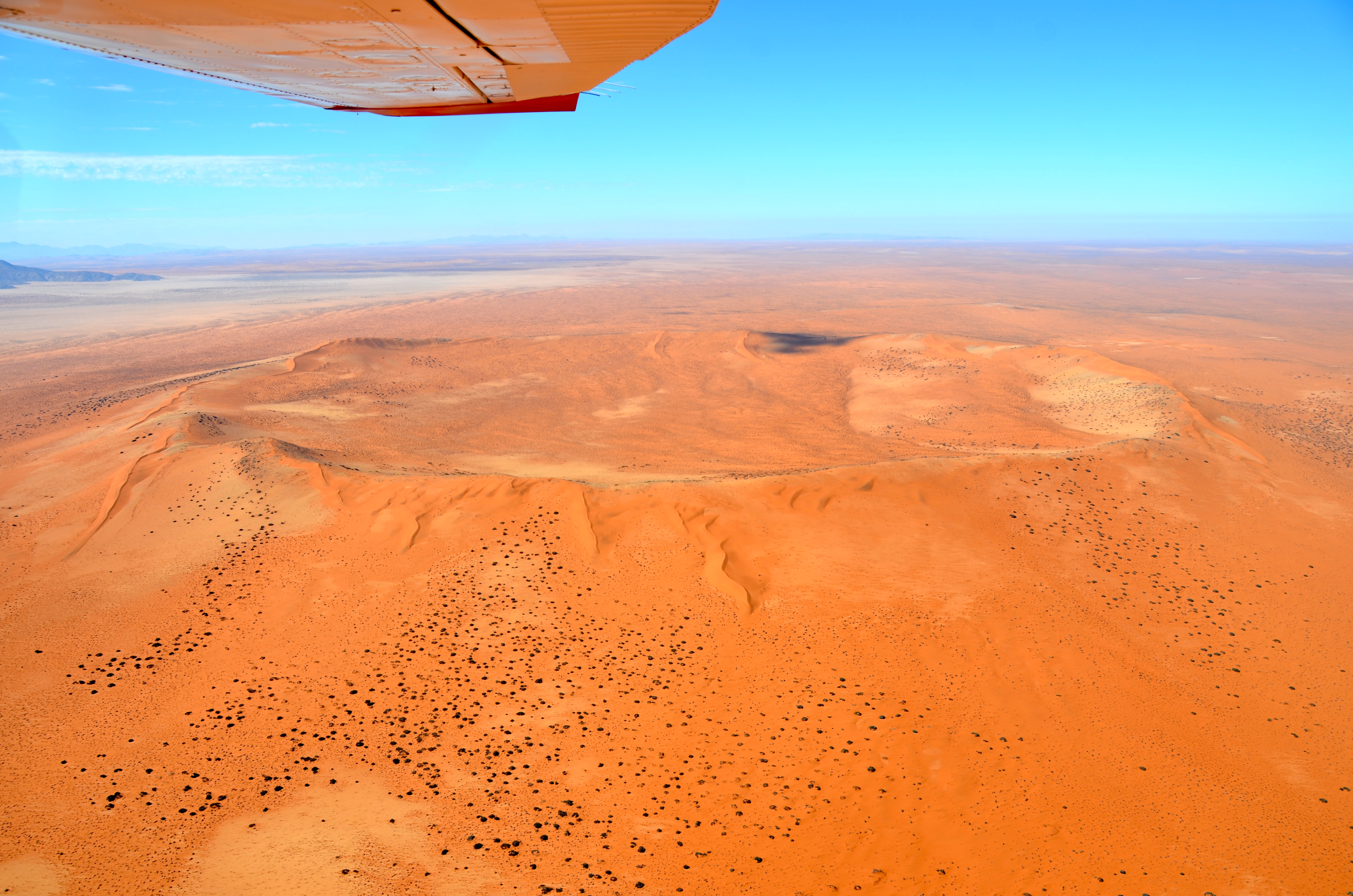
Visão aérea da cratera de Roter Kamm no Sperrgebiet (2017)

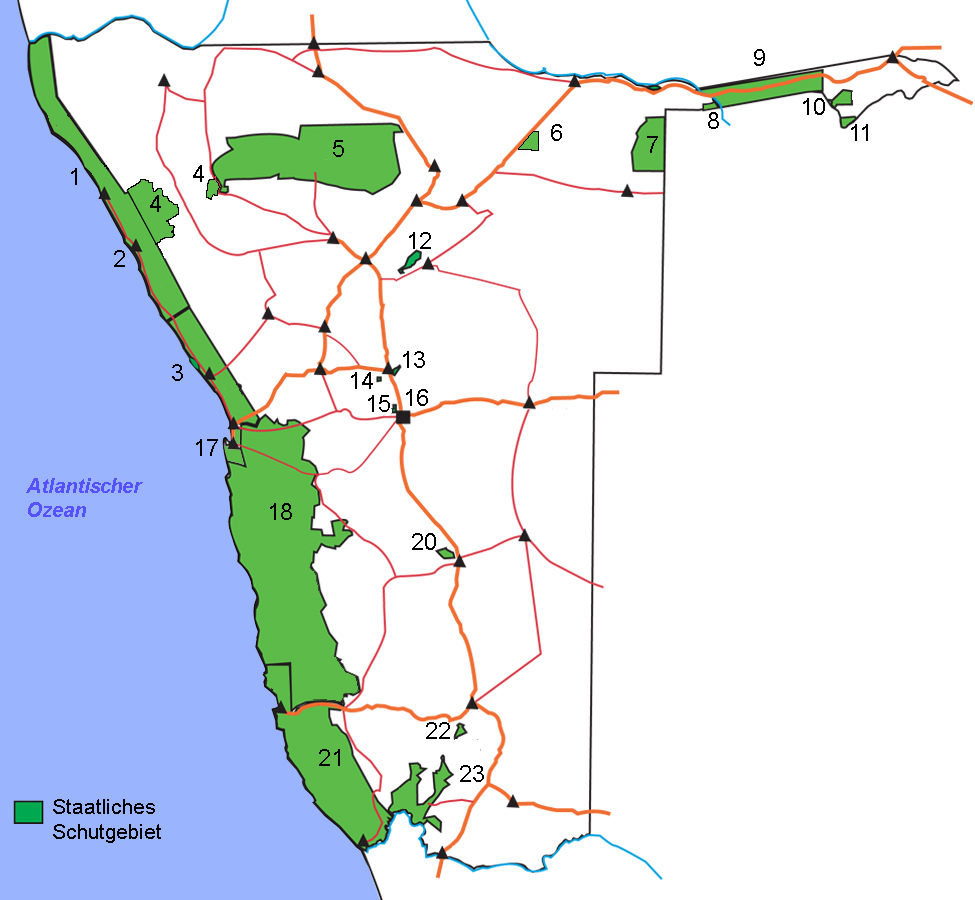
Mapa dos parques nacionais da Namíbia (Sperrgebiet é o de número 21)

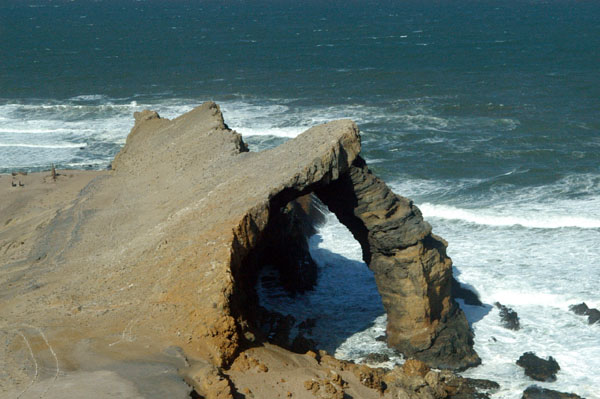
Bogenfels (rocha em arco), um marco do Sperrgebiet. Uma rocha de 55 metros de altura na costa.

O Sperrgebiet possui grande diversidade de flora e fauna, em função da pouca intervenção humana na área no último século. 40% da área é desértica, 30% é de campos, e 28% é de terrenos rochosos. A cratera de Roter Kamm, uma cratera de impacto no sul do Deserto de Namibe dentro do Sperrgebiet, possui um diâmetro de 2,5 km. No Sperrgebiet pode-se encontrar as montanhas Tsaus, os montes Aurus, Heioab, Höchster, as montanhas Klinghardt e a nascente Kaukausib. O ponto mais alto da região está a 1 488 m.
Há 776 tipos de plantas no Sperrgebiet, sendo 234 endêmicas, apesar de o Rio Orange ser a única fonte hídrica permanente da região. Um estudo mostrou que as mudanças climáticas afetarão a flora da área, uma vez que invernos mais secos poderão levar à extinção de várias espécies vegetais endêmicas. De acordo com Morgan Hauptfleisch, um cientista que trabalha no Instituto Sul-Aficano de Análise Ambiental, o Sperrgebiet "é a única região árida com biodiversidade, o que faz dela uma área muito especial". A região possui mais biodiversidade que qualquer outro lugar da Namíbia, mantendo animais como o órix, a cabra-de-leque e a hiena-castanha. As espécies de pássaros do Sperrgebiet incluem Haematopus moquini, o canário-de-cabeça-preta e a Certhilauda erythrochlamys.

## Parque nacional e história recente
O Sperrgebiet foi tornado um parque nacional em junho de 2004. De Beers ainda gerencia a área, mas está previsto que entregará o controle assim que o ministério de Meio Ambiente e Turismo da Namíbia estabelecer e completar um plano de manutenção para o parque. Em abril de 2008, um naufrágio de 500 anos - de um navio intitulado Bom Jesus contendo moedas ibéricas, canhões de bronze, cobre e marfim, foi encontrado noSperrgebiet. Sob a lei da Namíbia, o governo tem direito a todos os itens encontrados.
Há várias cidades-fantasmas no Sperrgebiet, construídas no final do século XIX e no início do século XX sendo a mais conhecida Kolmanskop, além de outras como Pomona and Elizabeth Bay. O vento forte escavou parcialmente vários corpos semimumificados em um cemitério de uma dessas cidades-fantasmas.

## Galeria

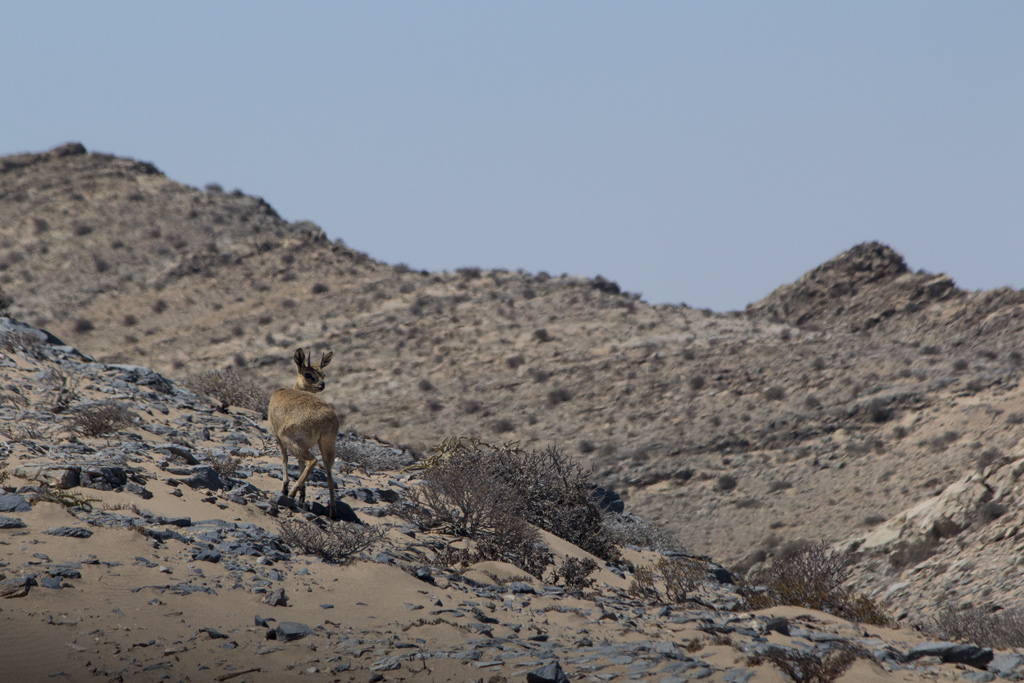
Antílope-salta-rochas no Sperrgebiet
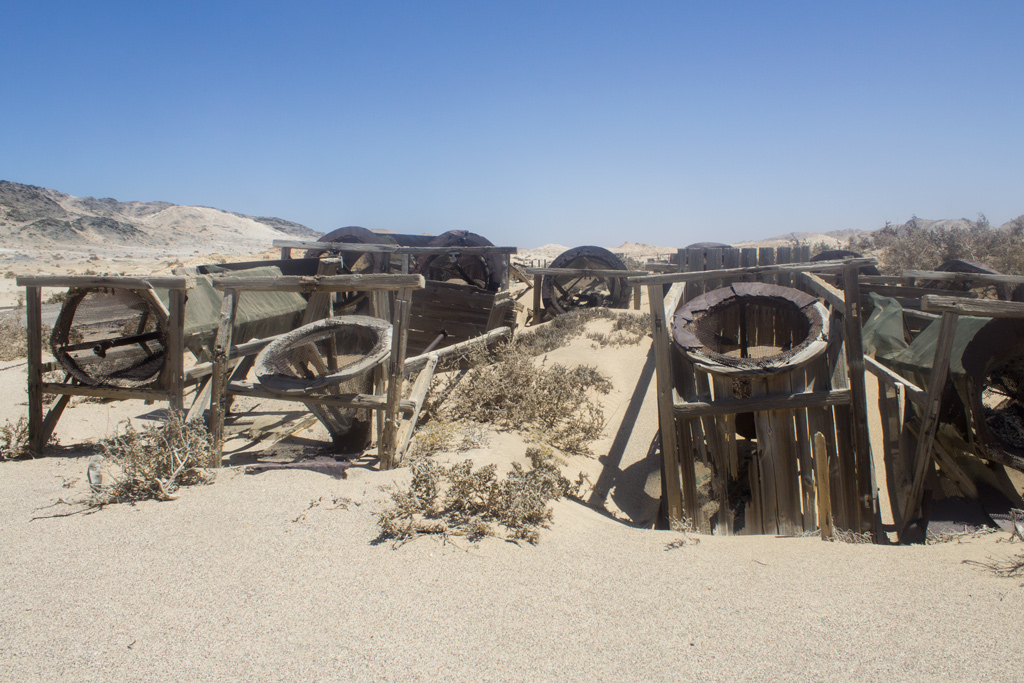
Grandes peneiras usadas para a mineração diamantífera
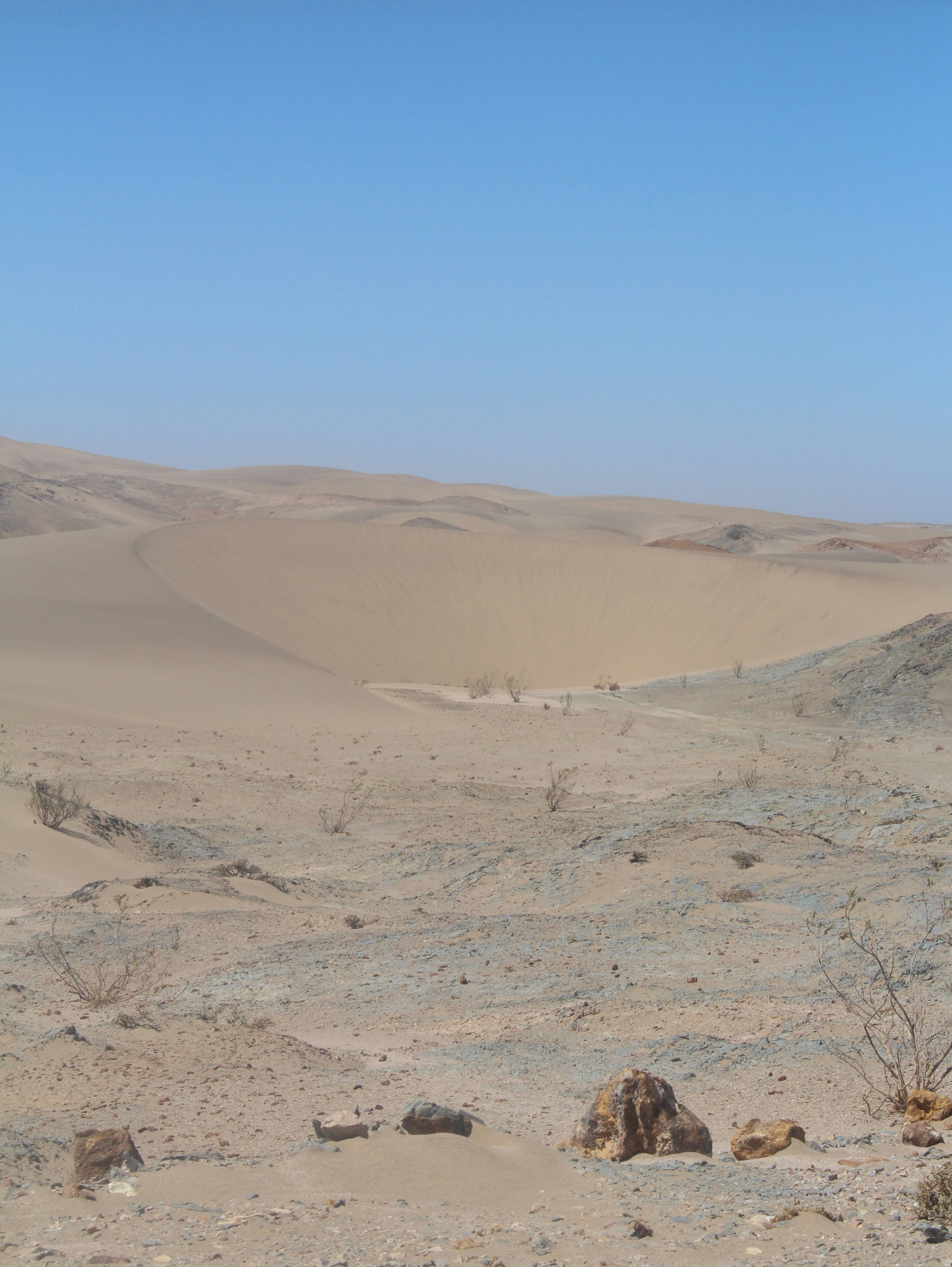
Uma duna barchan em deslocamento
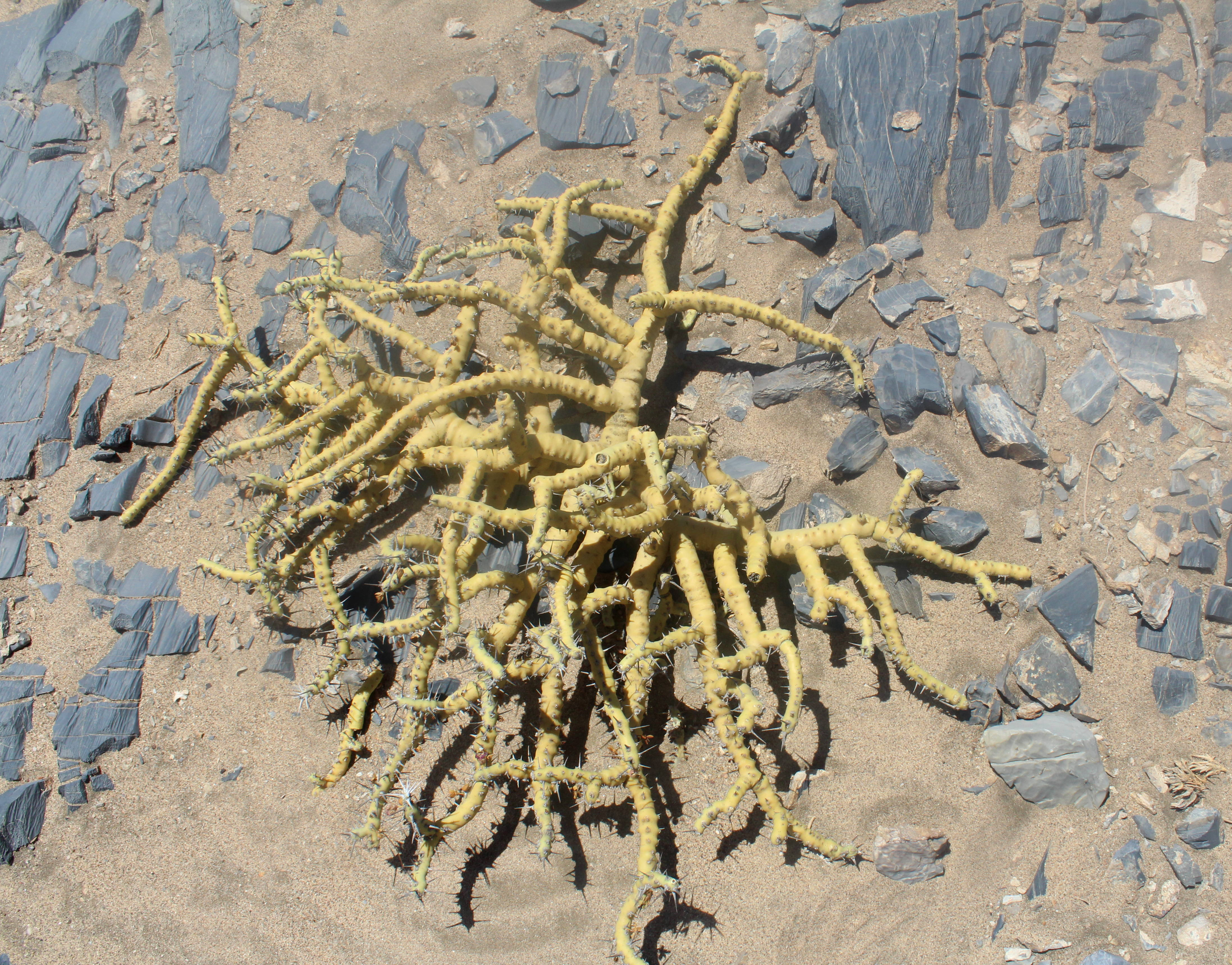
Planta seca que os locais chamam de "vela do bosquímano"